# ادوارد فرانسیس (بازیکن فوتبال، زاده ۱۹۹۹)
ادوارد فرانسیس (انگلیسی: Edward Francis؛ زادهٔ ۱۱ سپتامبر ۱۹۹۹) بازیکن فوتبال اهل بریتانیا است.
وی همچنین در تیم‌های ملی فوتبال England national under-16 football team، زیر ۱۷ سال انگلستان، زیر ۱۸ سال انگلستان، و زیر ۱۹ سال انگلستان بازی کرده‌است.